# Joel Tenenbaum

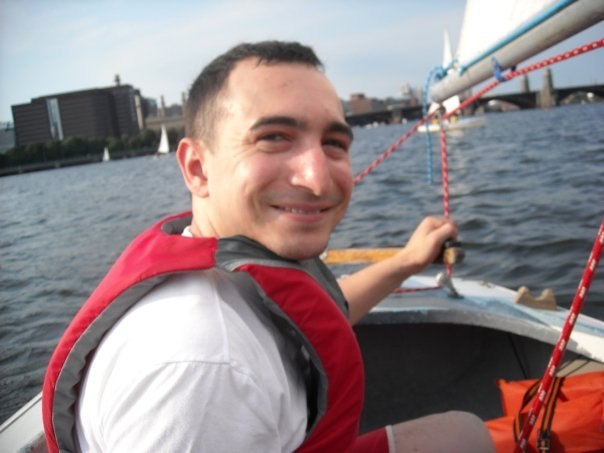
Joel Tenenbaum

Joel Tenenbaum (* 25. Dezember 1983) war Beklagter in einem viel beachteten Gerichtsverfahren wegen Filesharings. Das Verfahren Sony BMG Music Entertainment u. a. gegen Tenenbaum galt neben dem Verfahren von Capitol gegen Thomas als Präzedenzfall. Die Auslegung technischer und rechtlichen Fragen der Urheberschaft beim Filesharing wurde vor allem von der amerikanischen IT-Fachpresse intensiv verfolgt.
Tenenbaum studierte Physik im Aufbaustudium an der Boston University und schloss dieses mit Promotion 2012 ab. Der damals 25-jährige Student wurde in einem von der Recording Industry Association of America's (RIAA) im Namen der Labels als Musterverfahren ausgetragenen Prozess beschuldigt, im Jahre 2004 insgesamt 30 Musikstücke in der Tauschbörse Kazaa heruntergeladen und zum Tausch angeboten zu haben. Vor Gericht angeklagt, lehnte Tenenbaum eine gütliche Einigung in Höhe von 10.500 US-Dollar ab. Nach dem Digital Theft Deterrence and Copyright Damages Improvement Act war eine Verurteilung Tenenbaums zu bis zu 1 Million US-Dollar möglich.
Der Fall Joel Tenenbaum wurde von Charles Nesson, einem Dozenten der Harvard Law School, übernommen. Zuvor wurde Tenenbaum von seiner Mutter, einer Rechtsanwältin, vertreten. Der Fall sollte bis zum Supreme Court gebracht werden. Bestritten wurde die Verhältnismäßigkeit der Berechnung des Schadensersatzes. Fast alle Schriftsätze und Pressemitteilungen wurden im Internet als pdf-Dateien zur Verfügung gestellt. Nesson forderte, die Verhandlungen am 30. März 2009 live ins Internet zu übertragen. Die RIAA versuchte, das zu verhindern. Zugleich fanden im Januar 2009 Verhandlungen vor dem Rhode Island Federal Court statt, um die Beschlagnahme der PCs und Daten der Eltern von Joel Tenenbaum zu verhindern. Im Juli 2009 stellte die Richterin Nancy Gernter fest, dass sie Fair use als Argument ablehne.
Vor dem US-Bundesgericht in Boston, Massachusetts, empfahl die Jury, Joel Tenenbaum zu einem Schadensersatz in Höhe von 675.000 US-Dollar (ca. 500.000 Euro) zu verurteilen.
Am 6. Januar 2010 wurde bekannt, dass die Verteidigung Tenenbaums ein neues Verfahren verlangte. Im Berufungsprozess ab Juni 2010 wurde die Höhe des Schadensersatzes herunterkorrigiert, auf 67.500 Dollar – ein Zehntel der ursprünglichen Strafe. Tenenbaum erklärte, auch diese Strafe sei von ihm nicht bezahlbar.
Im September 2011 wurde bekannt, dass in der Berufungsinstanz wieder ein Betrag von 675.000 Dollar festgesetzt wurde.
Mit Urteil vom 23. August 2012 wurde die Strafe in Höhe von 675.000 US-Dollar bestätigt. 
Nachdem der Supreme Court die Verfassungsbeschwerde Tenenbaums im Mai 2012 verworfen hat, ist der Rechtswege in diesem Rechtsstreit ausgeschöpft.
Im November 2015 erklärte Tenenbaum Insolvenz und im März 2016 hat das Gericht das gegen ihn gerichtete Urteil in Höhe von 675.000 US-Dollar aufgehoben.